# Ochthebius cameroni
Ochthebius cameroni är en skalbaggsart som beskrevs av Balfour-browne 1951. Ochthebius cameroni ingår i släktet Ochthebius och familjen vattenbrynsbaggar. Inga underarter finns listade i Catalogue of Life.